# منطقه سرخ

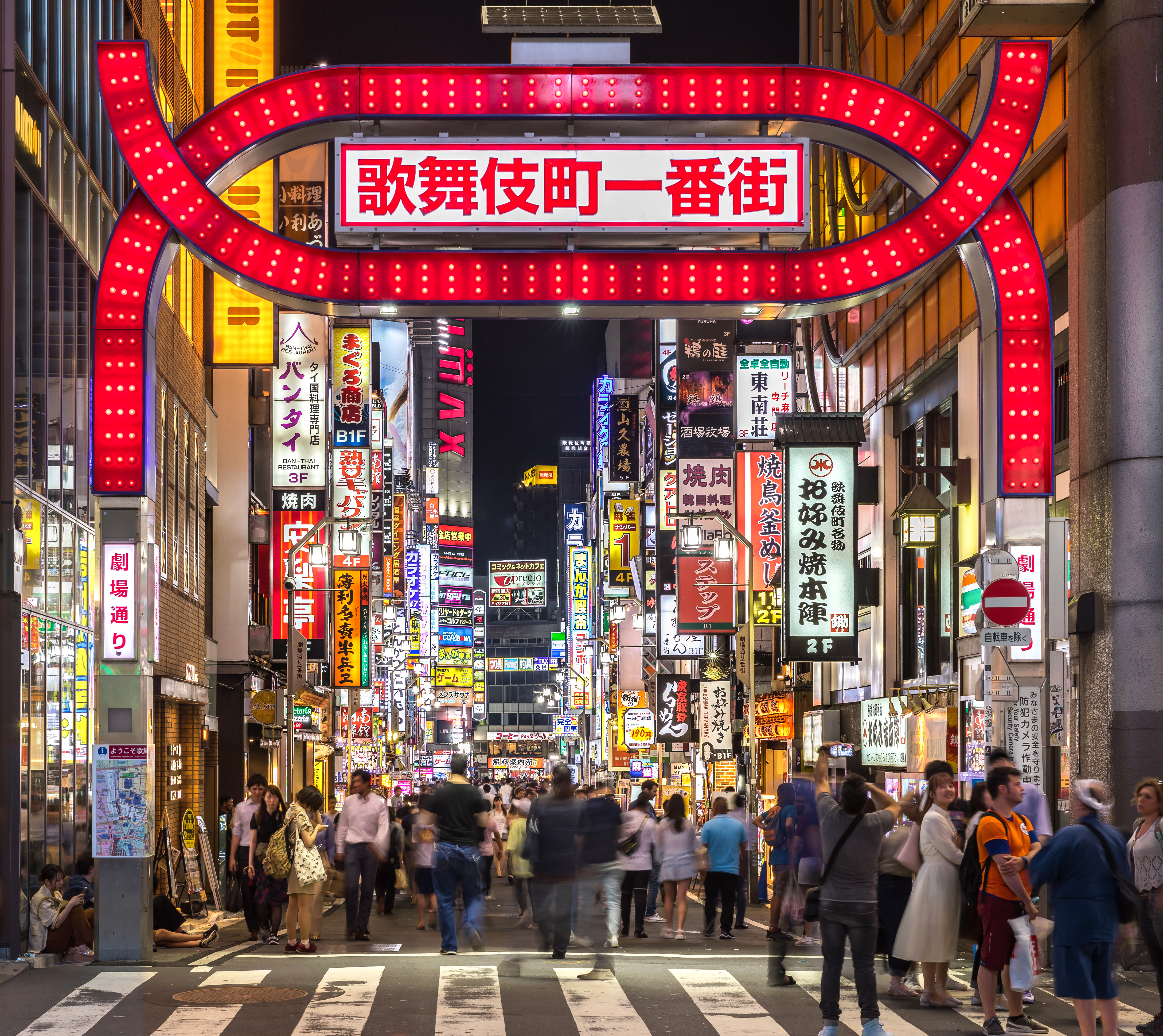
نگاره‌ای از همهمهٔ شبانه در منطقهٔ کابوکیچو در شینجوکو-کو، توکیو. کابوکیچو یک منطقه سرخ است و بسیاری از کلوپ‌های شبانه، هتل‌های عشق و مراکز ماساژ و کافه‌های همنشینی ژاپن در این منطقهٔ توکیو واقع شده‌اند.

منطقه سرخ یا منطقه چراغ قرمز به منطقه‌ای از شهر گفته می‌شود که روسپیگری و کسب و کار مرتبط با مسائل جنسی همانند فروشگاه‌های محصولات سکسی و استریپ کلاب‌ها در آن منطقه متمرکز شده. ریشه این واژه از نور سرخی که به عنوان نماد روسپی‌خانه استفاده می‌شود برگرفته شده‌است.

در بسیاری از شهرها در گوشه و کنار جهان مناطقی وجود دارند که شهرت فراوانی بخاطر منطقه سرخشان به‌دست آورده‌اند.